# SegaSonic Cosmo Fighter
SegaSonic Cosmo Fighter (también conocido como SegaSonic Cosmo Fighter Galaxy Patrol) es un videojuego arcade lanzado al mercado en 1991 en el cual Sonic the Hedgehog lucha contra enemigos en el espacio para tratar de rescatar a sus amigos de las garras del Doctor Eggman.
La máquina dispone de botones para las armas y una palanca llamada "SPEED UP". Si derrotas al doctor Eggman en su nave espacial gigantesca conseguirás una mejora en tu nave.